# Villamayor de Santiago
Villamayor de Santiago – gmina w Hiszpanii, w prowincji Cuenca, w Kastylii-La Mancha, o powierzchni 181,17 km². W 2011 roku gmina liczyła 3000 mieszkańców.